# Emil Welti

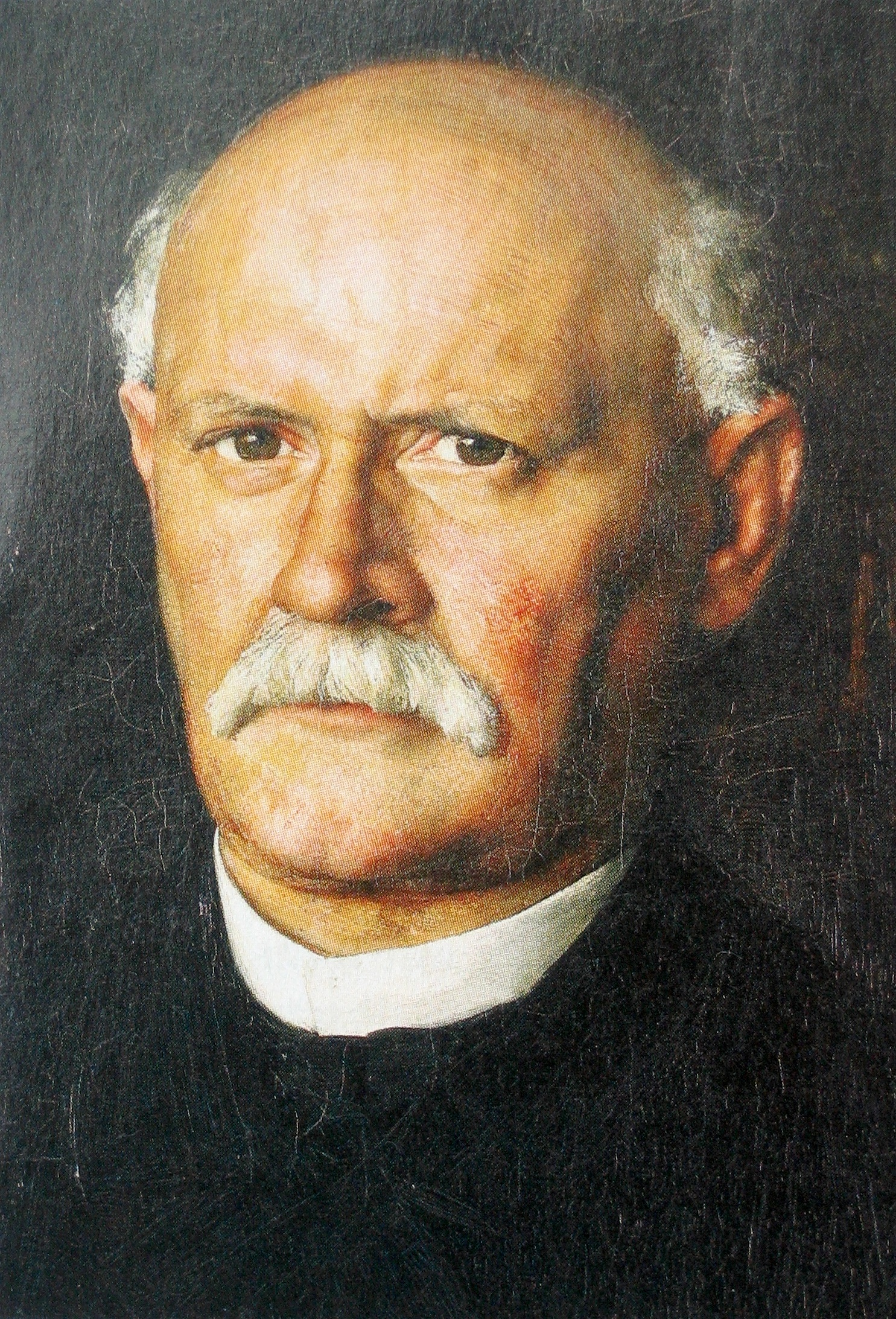
Emil Welti (1887), gemalt von Karl Stauffer-Bern

Friedrich Emil Welti (* 23. April 1825 in Zurzach; † 24. Februar 1899 in Bern; heimatberechtigt in Zurzach; ausschliesslich Emil Welti genannt) war ein Schweizer Politiker, Rechtsanwalt und Richter. Von 1856 bis 1866 gehörte er der Regierung des Kantons Aargau an, ab 1857 auch dem Ständerat. 1867 wurde er als Vertreter des liberalen Zentrums (einer der beiden sehr unterschiedlich ausgerichteten Vorgängerparteien der heutigen FDP) in den Bundesrat gewählt. Welti zählte zu den einflussreichsten Schweizer Politikern dieser Epoche. Er vereinheitlichte die Armee, gestaltete die totalrevidierte Bundesverfassung von 1874 massgeblich mit und verhalf der Gotthardbahn auf politischer Ebene zum Durchbruch. Nach der gescheiterten Verstaatlichung der wichtigsten Privatbahnen trat er 1891 zurück. Insgesamt war er sechsmal Bundespräsident.

## Biografie

### Familie, Studium und Beruf
Er war das älteste von neun Kindern einer angesehenen Politikerfamilie. Sein Vater Jakob Welti war Gemeinderat von Zurzach, Grossrat und Oberrichter, sein Grossvater Abraham Welti Mitglied der Nationalversammlung der Helvetischen Republik und der Consulta. Nach der Gemeinde- und Sekundarschule in Zurzach besuchte Welti von 1840 bis 1844 die Kantonsschule Aarau. Dort war er stets Klassenbester sowie Mitglied der Mittelschülerverbindung KTV Aarau. Zusammen mit seinem Schulfreund Samuel Wildi studierte er von 1844 bis 1847 Rechtswissenschaft an der Friedrich-Schiller-Universität in Jena und an der Friedrich-Wilhelms-Universität in Berlin. Dabei wurde er besonders von Friedrich Schelling geprägt. In Jena trat er 1844 der Burschenschaft Arminia auf dem Burgkeller bei.
Auf Wunsch seines Vaters verzichtete Welti auf eine akademische Laufbahn und erwarb stattdessen das Anwaltspatent. Im November 1847 nahm er am Sonderbundskrieg teil, wobei seine Einheit nicht in Kriegshandlungen verwickelt war. Anschliessend war er als Aktuar der Untersuchungskommission gegen den Kriegsrat des Sonderbundes tätig. Er begann als Rechtsanwalt zu arbeiten und war von 1852 bis 1856 Präsident des Bezirksgerichts Zurzach. Im Jahr 1853 heiratete er Carolina Gross, die Tochter eines Zurzacher Gemeinderats. Das Paar hatte zwei Kinder: Louise Mathilde und Friedrich Emil Welti, späterer Ehemann von Alfred Eschers Tochter Lydia Escher.

### Kantons- und Bundespolitik
Wie sein Vater vor ihm wurde Welti 1856 in den Aargauer Grossen Rat gewählt. Dieser wählte ihn noch im selben Jahr zum Regierungsrat. In seinen sechs ersten Amtsjahren war er Vorsteher der Justizdirektion. In diese Zeit fallen die Einführung eines neuen Strafgesetzbuches und der Strafprozessordnung sowie der Bau der damals als vorbildlich geltenden Strafanstalt Lenzburg. Zwei seiner Forderungen konnte er hingegen nicht durchsetzen, die Einführung der Zivilehe und die rechtliche Gleichstellung der Juden im Aargau. Von 1863 bis 1866 stand Welti dem Erziehungsdepartement vor. Nachdem er zunächst die Löhne der Lehrer erhöht hatte, schuf er ein neues Schulgesetz, das 1865 in Kraft trat und in seinen Grundzügen bis 1941 Bestand hatte. In den Jahren 1858, 1862 und 1866 amtierte er als Landammann. Als Anhänger der repräsentativen Demokratie stand er der aufstrebenden demokratischen Bewegung und ihren Forderungen nach direktdemokratischer Beteiligung des Volkes ablehnend gegenüber.
1857 wählte der Grosse Rat Welti auch zum Ständerat und bestätigte ihn alljährlich bis 1866. Sogleich nahm er eine führende Rolle ein und äusserte sich zu zahlreichen wichtigen Themen wie zum Handelsvertrag mit Frankreich und zu einer Eisenbahntransversale durch die Alpen. In den Jahren 1860 und 1866 war er Ständeratspräsident. Der Bundesrat entsandte ihn 1860 als eidgenössischen Kommissär nach Genf, um während des Savoyerhandels zu vermitteln. Daraufhin verliehen die Genfer ihm das Ehrenbürgerrecht. 1864 musste er wiederum in Genf vermittelnd eingreifen, als dort nach den Staatsratswahlen Unruhen ausbrachen. 1867 erhielt er auch das Ehrenbürgerrecht der Stadt Aarau.
Neben der Politik fand Welti auch Zeit für rechtsgeschichtliche Studien, insbesondere für die Sammlung und Edition aargauischer Rechtsquellen. Zusammen mit Augustin Keller gründete er 1859 die Historische Gesellschaft des Kantons Aargau. Für die von der Gesellschaft herausgegebene Buchreihe «Argovia» verfasste er mehrere umfangreiche Beiträge. 1866 verlieh ihm die Universität Zürich für seine wissenschaftlichen Verdienste die Ehrendoktorwürde.
Früh galt Welti als aussichtsreicher Bundesratskandidat. Nur weil er 1860 ausdrücklich auf die Wahl verzichtete, blieb der ebenfalls aus dem Aargau stammende Bundesrat Friedrich Frey-Herosé weiterhin im Amt. Drei Jahre später setzte sich dieser mit wenigen Stimmen Unterschied durch. Nachdem Frey-Herosé seinen Rücktritt auf Ende 1866 verkündet hatte, war Welti unumstrittener Favorit für dessen Nachfolge. Als Anhänger eines zentralistischen Staates erhielt er Unterstützung vom linken Flügel, den Radikalen. Auch auf die Stimmen der gemässigt liberalen Wirtschaftsvertreter um «Eisenbahnkönig» Alfred Escher konnte er zählen, da er ein entschiedener Anhänger der Gotthardbahn war. Bei der Wahl des fünften Regierungsmitglieds am 8. Dezember 1866 erhielt Welti im ersten Wahlgang 103 von 159 abgegebenen Stimmen. Wilhelm Matthias Naeff und Samuel Schwarz kamen auf 24 bzw. 18 Stimmen, weitere 14 Stimmen verteilten sich auf andere Personen.

### Bundesrat

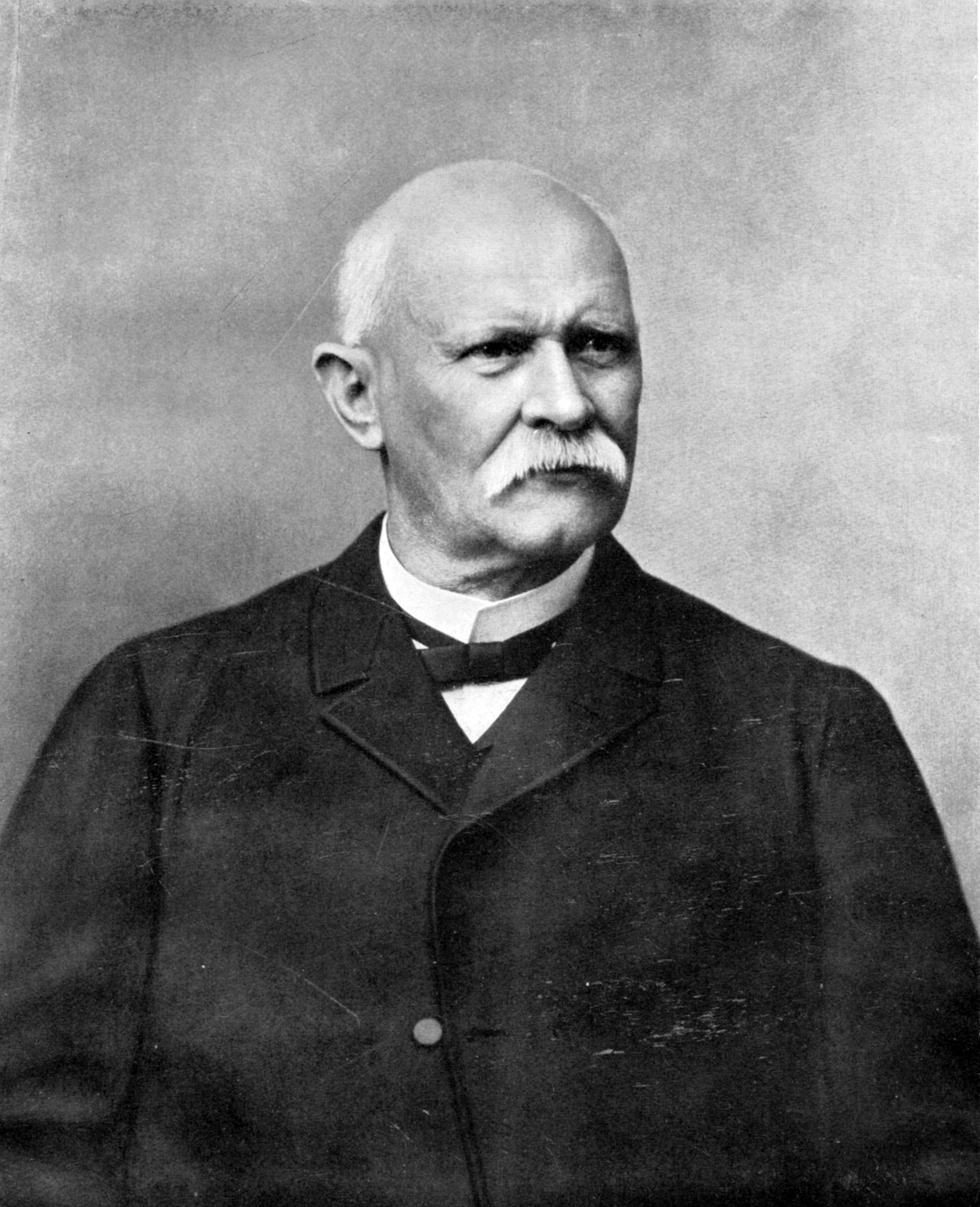
Aufnahme um ca. 1870

Am 1. Januar 1867 trat Welti sein neues Amt an. Von Beginn an gehörte er in der Landesexekutive zu den einflussreichsten Persönlichkeiten. Während seiner 24 Jahre dauernden Amtszeit stand er vier verschiedenen Departementen vor: Militärdepartement (1867–68, 1870–71, 1873–75), Politisches Departement (1869, 1872, 1876, 1880, 1884), Post- und Eisenbahndepartement (1877–79, 1882–83, 1885–91) und Justiz- und Polizeidepartement (1881). In den Jahren 1869, 1872, 1876, 1880, 1884 und 1891 war er Bundespräsident. Aufgrund seines Aussehens und seiner deutschfreundlichen Haltung wurde er als «schweizerischer Bismarck» bezeichnet.
Als Verteidigungsminister trieb Welti die Zusammenführung der einzelnen kantonalen Heere zu einer einheitlich ausgerüsteten und ausgebildeten Schweizer Armee voran. Die Notwendigkeit einer Reform war vor allem nach dem Deutsch-Französischen Krieg von 1871 offensichtlich geworden, als sich herausstellte, dass die Handlungsfähigkeit des Heeres nur gering war und es darüber hinaus zu Kompetenzstreitigkeiten mit General Hans Herzog gekommen war (→ Schweiz im Deutsch-Französischen Krieg). Wegweisend war insbesondere die Bewaffnung der Soldaten mit dem Vetterligewehr als einheitliche Ordonnanzwaffe.
In der Debatte um die Totalrevision der Bundesverfassung vertrat Welti einen zentralistischen Standpunkt. Ebenso setzte er sich für eine noch weiter gehende Trennung von Kirche und Staat ein. Aus diesem Grund unterstützte er die überwiegend gegen die römisch-katholische Kirche gerichteten konfessionellen Ausnahmearitkel. Der von ihm massgeblich geprägte Verfassungsentwurf von 1872 scheiterte in der Volksabstimmung knapp mit 50,5 % Nein-Stimmen. Er musste daraufhin einige föderalistische Kompromisse hinnehmen, doch konnte er bei der letztlich angenommenen Verfassung von 1874 sein wichtigstes Anliegen, die Vereinheitlichung des Rechts, durchsetzen. Aus dem Kulturkampf hielt er sich weitgehend heraus und nahm eine vermittelnde Rolle ein.
Die Eisenbahnpolitik war ein weiterer Schwerpunkt von Weltis Tätigkeit. In die Frage, ob die geplante Alpentransversale durch den Gotthard oder den Splügen führen sollte, konnte er als Vertreter des Bundes nicht direkt eingreifen, da das Eisenbahnwesen Sache der Kantone und der Privatunternehmen war. In Verhandlungen konnte er aber Italien und die deutschen Staaten (allen voran Preussen) davon überzeugen, das Gotthardbahnprojekt zu unterstützen und dafür Subventionen zu leisten. Ausserdem sicherte er dem Bund ein Aufsichts- und Mitbestimmungsrecht, da er dieses Projekt von nationaler Bedeutung nicht allein den Privaten überlassen wollte. Als die Gotthardbahn-Gesellschaft 1878 in finanzielle Schieflage geriet und das Projekt an den immer höher werdenden Kosten zu scheitern drohte, konnte er im Parlament trotz heftiger Opposition eine Nachsubventionierung durchsetzen.
Erstmals war Ende der 1850er Jahre der Rückkauf der privaten Eisenbahnen durch den Bund zur Debatte gestanden, war aber damals am Widerstand der Kreise um Alfred Escher gescheitert. Noch 1869 hielt Welti dieses Unterfangen für unmöglich. Die Situation änderte sich grundlegend mit der Eisenbahnkrise infolge des Gründerkrachs von 1873 und der nachfolgenden Grossen Depression. In der Schweiz sorgte insbesondere der Konkurs der Nationalbahn für Aufsehen. Der Bund hätte gemäss den Konzessionsbestimmungen erstmals 1883 sein Rückkaufsrecht geltend machen können. Welti befand, die Vermögenswerte der Bahngesellschaften seien zu hoch veranschlagt und stellte deshalb zunächst deren finanzielle Verwaltung unter die Aufsicht des Bundes. Er verfolgte die Strategie, einzelne Gesellschaften durch freihändigen Erwerb in Staatsbesitz zu bringen. Während Verhandlungen mit der Nordostbahn scheiterten, konnte der Bund 1890 ein grosses Aktienpaket der Jura-Simplon-Bahn übernehmen.

### Rücktritt und weitere Tätigkeiten
1891 konnte Welti mit der Centralbahn einen Rückkaufsvertrag abschliessen, den das Parlament genehmigte. Gegen die Vorlage kam jedoch ein Referendum zustande und am 6. Dezember 1891 wurde der Rückkauf in der Volksabstimmung mit einer Zweidrittelmehrheit deutlich abgelehnt. Noch am selben Tag erklärte Welti seinen Rücktritt auf Ende Jahr. Das Parlament versuchte ihn vergeblich davon abzubringen und nahm schliesslich am 17. Dezember sein Rücktrittsgesuch an. Eine Familientragödie überschattete Weltis letzte Wochen im Amt: Seine Schwiegertochter Lydia Welti-Escher nahm sich am 12. Dezember das Leben, nachdem er sie im Jahr zuvor wegen ihrer Liebesbeziehung mit dem Künstler Karl Stauffer-Bern in ein Irrenhaus in Rom hatte einsperren lassen.
In der Politik übernahm Welti keine Aufgaben mehr, im Auftrag des Bundesrates war er jedoch an Verhandlungen in verschiedenen Handels- und Eisenbahnangelegenheiten tätig. Er widmete sich wissenschaftlichen Studien und unterrichtete gelegentlich am Städtischen Gymnasium in Bern. 1898 erlebte er noch, wie seinem Nachfolger Josef Zemp die Verstaatlichung der wichtigsten Privatbahnen gelang. Im Alter von 73 Jahren starb Welti an den Folgen einer Gehirnerschütterung und einer Lungenentzündung.
1902 wurde ein Denkmal von Hans Jakob Graf für Emil Welti im Park beim Aargauer Grossratsgebäude in Aarau eingeweiht, und eine Marmorbüste von Welti steht beim Bahnhof Bad Zurzach.

## Schriften
- Stadtbuch von Baden. Anno 1384 (= Argovia. Nr. 1). 1860. Digitalisat
- Richtung des Freiamtes und Hofrecht von Lunkhofen (= Argovia. Nr. 2). 1861. Digitalisat
- Urbar der Stadt Baden (= Argovia. Nr. 3). 1862. Digitalisat
- Die eidgenössischen Abschiede des aargauischen Staatsarchives (= Argovia. Nr. 3). 1862. Digitalisat
- 33 Aargauer Offnungen (= Argovia. Nr. 4). 1864. Digitalisat

## Filmdokumentation
- Die Schweizer#Alfred Escher und Stefano Franscini – Kampf um den Gotthard, vierteilige Dokumentation des Schweizer Fernsehens, 2013.